# روبي ميلر
روبي ميلر (بالإنجليزية: Ruby Miller)‏ هي ممثلة بريطانية (وحملت سابقاً جنسية المملكة المتحدة لبريطانيا العظمى وأيرلندا)، ولدت في 1889 بلندن في المملكة المتحدة، وتوفيت في 2 أبريل 1976 بتشيتشستر في المملكة المتحدة.

## وصلات خارجية
- روبي ميلر على موقع IMDb (الإنجليزية)
- روبي ميلر على موقع أول موفي (الإنجليزية)
- روبي ميلر على موقع قاعدة بيانات الأفلام السويدية (السويدية)
- روبي ميلر على موقع قاعدة بيانات الفيلم (الإنجليزية)
- روبي ميلر على موقع كينوبويسك (الروسية)